# حسام نعمة
حسام نعمة مواليد 1 يوليو 1955، هو لاعب كرة قدم عراقي دولي سابق كان يلعب كان يلعب في مركز الدفاع. شارك في بطولة الرجال في دورة الالعاب الأولمبية الصيفية 1984. لعب حسام للعراق بين عامي 1984 و1986.

## المسيرة الاحترافية

### أندية لعب لها
- نادي بابل
- نادي الصناعة
- نادي الجيش (العراق)